# Cantu Addition, Texas
Cantu Addition, Texas (енгл. Cantu Addition) насељено је место без административног статуса у америчкој савезној држави Тексас.

## Демографија
По попису из 2010. године број становника је 188, што је 29 (-13,4%) становника мање него 2000. године.
| Група             | 2000.       | 2010.       |
| Белци             | 7 (3,2%)    | 8 (4,3%)    |
| Афроамериканци    | 0 (0,0%)    | 0 (0,0%)    |
| Азијати           | 0 (0,0%)    | 0 (0,0%)    |
| Хиспаноамериканци | 205 (94,5%) | 180 (95,7%) |
| Укупно            | 217         | 188         |